# Serie A1 1998-1999 (pallanuoto maschile)
La Serie A1 1998-1999 è stata l'80ª edizione della massima serie del campionato italiano maschile di pallanuoto. 

In questa edizione il campionato è tornato a 12 squadre; è stata sperimentata una nuova formula che è stata, però, immediatamente abbandonata: dopo la prima fase le prime otto si sono qualificate per due gironi supplementari per giocarsi l'accesso alla Final Four, mentre le ultime quattro hanno disputato un girone di Play-out per giocarsi la salvezza. 

La Final Four si è giocata a Roma e ha visto i padroni di casa superare in finale il Posillipo, che hanno così conquistato il secondo scudetto della loro storia a quarantacinque anni di distanza da quello precedente.

La stagione è stata segnata da una pesante penalizzazione inflitta proprio ai due club finalisti, classificatisi ai primi due posti della stagione regolare: in questa fase lo scontro diretto tra Posillipo e Roma che avrebbe determinato la prima in classifica, è stato giocato da entrambe le formazioni "a perdere", in quanto i due club volevano evitare di ritrovare in semifinale la squadra terza classificata (il Pescara), come prevedeva la formula. La penalizzazione era originariamente di 14 punti a testa, con lo 0-5 a tavolino per entrambe nella gara in questione, ma è stata in seguito ridotta a 10 punti dalla CAF, con mantenimento della sconfitta a tavolino.

## Prima fase
|  |     | Prima fase '98-'99 | Pt | G  | V  | N | P  | GF  | GS  | DR   |
|  | --- | ------------------ | -- | -- | -- | - | -- | --- | --- | ---- |
|  | 1.  | Posillipo          | 50 | 22 | 21 | 0 | 1  | 275 | 143 | +132 |
|  | 2.  | Roma               | 50 | 22 | 20 | 0 | 2  | 317 | 172 | +145 |
|  | 3.  | Pescara            | 48 | 22 | 16 | 0 | 6  | 271 | 186 | +85  |
|  | 4.  | Savona             | 41 | 22 | 13 | 2 | 7  | 218 | 198 | +20  |
|  | 5.  | Florentia          | 38 | 22 | 12 | 2 | 8  | 236 | 218 | +18  |
|  | 6.  | Canottieri Napoli  | 34 | 22 | 11 | 1 | 10 | 183 | 200 | -17  |
|  | 7.  | CN Uisp Bologna    | 26 | 22 | 8  | 2 | 12 | 224 | 246 | -22  |
|  | 8.  | Pro Recco          | 23 | 22 | 7  | 2 | 13 | 208 | 238 | -30  |
|  | 9.  | Telimar Palermo    | 17 | 22 | 5  | 2 | 15 | 185 | 278 | -93  |
|  | 10. | Civitavecchia      | 15 | 22 | 5  | 0 | 17 | 207 | 277 | -70  |
|  | 11. | Catania            | 13 | 22 | 4  | 1 | 17 | 175 | 246 | -71  |
|  | 12. | Lazio              | 11 | 22 | 3  | 2 | 17 | 187 | 284 | -97  |

## Seconda Fase

### Gironi di semifinale
|  |    | 1º Girone | Pt | G | V | N | P | GF | GS | DR  |
|  | -- | --------- | -- | - | - | - | - | -- | -- | --- |
|  | 1. | Posillipo | 33 | 6 | 6 | 0 | 0 | 84 | 53 | +31 |
|  | 2. | Florentia | 20 | 6 | 3 | 1 | 2 | 56 | 59 | -3  |
|  | 3. | Savona    | 11 | 6 | 2 | 1 | 3 | 62 | 64 | -2  |
|  | 4. | Pro Recco | 5  | 6 | 0 | 0 | 6 | 60 | 86 | -26 |

|  |    | 2º Girone         | Pt | G | V | N | P | GF | GS | DR  |
|  | -- | ----------------- | -- | - | - | - | - | -- | -- | --- |
|  | 1. | Roma              | 36 | 6 | 6 | 0 | 0 | 72 | 40 | +32 |
|  | 2. | Pescara           | 24 | 6 | 4 | 0 | 2 | 79 | 56 | +23 |
|  | 3. | CN Uisp Bologna   | 6  | 6 | 2 | 0 | 4 | 51 | 71 | -20 |
|  | 4. | Canottieri Napoli | 6  | 6 | 0 | 0 | 6 | 51 | 86 | -35 |

### Girone Play Out
|  |    | Play out '99    | Pt | G | V | N | P | GF | GS | DR  |
|  | -- | --------------- | -- | - | - | - | - | -- | -- | --- |
|  | 1. | Catania         | 23 | 6 | 4 | 2 | 0 | 69 | 53 | +16 |
|  | 2. | Civitavecchia   | 23 | 6 | 3 | 2 | 1 | 67 | 61 | +1  |
|  | 3. | Telimar Palermo | 19 | 6 | 2 | 2 | 2 | 54 | 55 | -1  |
|  | 4. | Lazio           | 2  | 6 | 0 | 0 | 6 | 53 | 74 | -21 |

## Final Four

### Semifinali
| Roma 26 giugno 1999, ore 21:00 | Posillipo | 9 – 3 | Pescara | Complesso natatorio del Foro Italico |

| Roma 26 giugno 1999 | Roma | 9 – 4 (3-2, 3-1, 2-1, 1-0) | Florentia | Complesso natatorio del Foro Italico |

### Finale 3º posto
| Roma 27 giugno 1999 | Pescara | 8 – 9 | Florentia | Complesso natatorio del Foro Italico |

### Finale Scudetto
| Roma 27 giugno 1999, ore 21:00                       | Posillipo | 9 – 11 (1-3, 1-2, 3-2, 4-4) referto | Roma | Complesso natatorio del Foro Italico |
| \| \| \| \| \| 3: Rath \| Marcatori \| 4: Benedek \| |           |                                     |      |                                      |
|                                                      |           |                                     |      |                                      |
| 3: Rath                                              | Marcatori | 4: Benedek                          |      |                                      |

## Verdetti
- Roma Campione d'Italia
- Telimar Palermo e Lazio retrocesse in Serie A2